# Plasmabildschirm

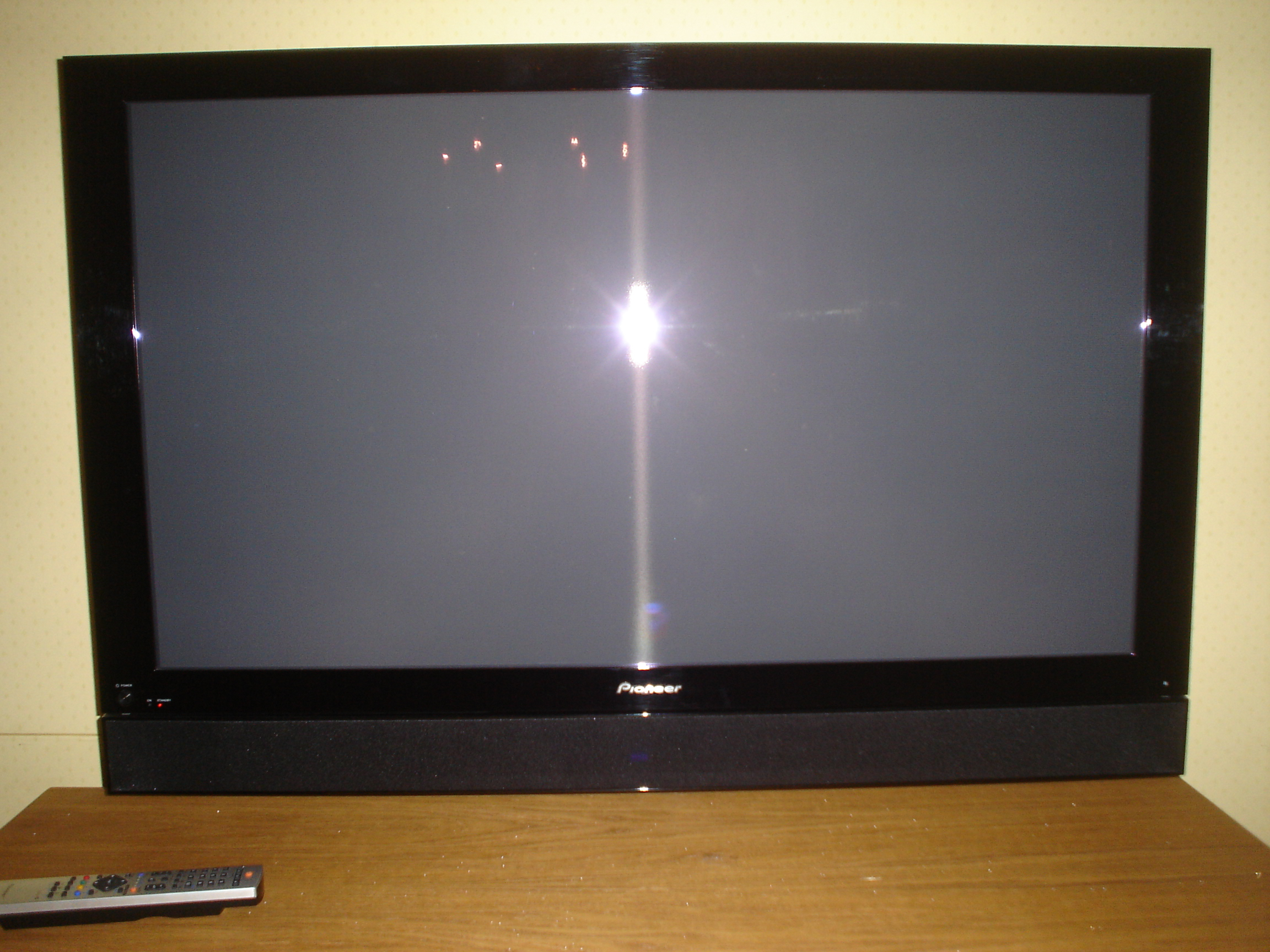
Pioneer PDP-436XDE Plasmafernseher in 43 Zoll, HD-Ready, 16:9, Bildauflösung 1024 × 768, damals erhältlich auch in 50 Zoll (2005)

Ein Plasmabildschirm (englisch PDP für Plasma Display Panel) ist ein Farb-Flachbildschirm mit selbstleuchtenden Pixeln, der das verschiedenfarbige Licht mit Hilfe von Leuchtstoffen erzeugt, die durch das von Gasentladungen erzeugte Plasma angeregt werden. Plasmabildschirme wurden hauptsächlich ab 1997 als große (ab 42 Zoll Bildschirmdiagonale) Fernseh-Anzeigegeräte eingesetzt. Sie standen in Konkurrenz mit der LCD- und viel später mit der OLED-Technik. Von 1997 bis 2005 waren Plasmafernseher die beliebteste Wahl für HDTV-Flachbildschirme und hatten die größten Marktanteile. Seit 2015 spielten sie im Fernsehermarkt keine Rolle mehr, da die Hersteller die OLED-Technik mit deren ebenfalls selbstleuchtenden Pixeln als deren legitimen Nachfolger auswählten und die Weiterentwicklung und Massenproduktion der Plasmabildschirme einstellten.

## Funktionsweise
Plasma (von griechisch „Gebilde“) ist ionisiertes Gas, das neben neutralen Teilchen auch freie Ionen, angeregte Atome und Elektronen enthält. Plasmen senden aufgrund spontaner Emission angeregter Atome sichtbares Licht und Ultraviolettstrahlung aus.
Beim Plasmabildschirm macht man sich die Emission von UV-Strahlen durch ein Niederdruckplasma zunutze. Die Funktionsweise ähnelt der einer Leuchtstofflampe. In solchen Lampen werden Leuchtstoffe durch Ultraviolettstrahlung des Quecksilberdampf-Plasmas zur Emission von sichtbarem Licht angeregt. Bei Plasmadisplays verwendet man dagegen Edelgase.

## Aufbau des Farbbildschirms

Schematische Darstellung des Aufbaus eines Plasmabildschirmes

Zwischen zwei Glasplatten befinden sich sehr viele kleine Kammern. Jeweils drei Kammern ergeben bei dem Farbbildschirm einen Bildpunkt, ein sogenanntes Pixel.
Jede der drei Kammern leuchtet in einer der drei Grundfarben Rot, Grün und Blau. Die Farben entstehen durch additive Farbmischung, das heißt durch Mischung der drei Grundfarben (z. B. Gelb durch Mischung aus grünem und rotem Licht, was beim Plasmabildschirm durch das Leuchten der entsprechenden Kammern bewerkstelligt wird). Jede Kammer ist mit einem Edelgasgemisch aus Neon und Xenon gefüllt, wobei der Druck wesentlich niedriger ist als der normale Luftdruck, es ist also ein „Beinahe-Vakuum“. Manche Hersteller mischen zudem Helium bei. Der Anteil von Xenon beträgt ca. 3 % bis 5 %.
Zur Erzeugung eines Bildes wird jede Kammer individuell mit einem zugehörigen Transistor „gezündet“, d. h., das Gas wird kurzzeitig ionisiert, es wird zum Plasma. Die Grundfarben in den Kammern werden durch verschiedene Leuchtstoffe (Phosphore) erzeugt, sobald die vom Plasma emittierte Ultraviolettstrahlung (Vakuum-Ultravioletter Bereich, 140 bis 190 nm) auf die Leuchtstoffe trifft. Das Ultraviolett selbst ist nicht sichtbar. Die Leuchtstoffe wandeln die VUV-Strahlung in sichtbares Licht mit der je nach Leuchtstoff unterschiedlichen Farbe um.
Jede Farbe wird von einem anderen Leuchtstoff erzeugt: BaMgAl10O17:Eu2+ (blau), Zn2SiO4:Mn2+ (grün) und (Y,Gd)BO3:Eu3+ (rot; kann auch von Y(V,P)O4:Eu3+ oder Y2O2S:Eu3+ erzeugt werden). Um nicht nur die diskreten Zustände „an“ (gezündet) und „aus“, sondern auch dazwischen liegende Helligkeitsstufen zu erzeugen, werden die Kammern in kurzen Abständen (Intervallen) gezündet. Dabei wird die Dauer einer Zündung variiert, um die Helligkeit zu variieren. Je länger eine Kammer gezündet ist, desto heller leuchtet sie.
Das Gas zwischen den beiden Glasplatten ist stark verdünnt, dadurch sind niedrige Plasmatemperaturen möglich. Zur Zündung sind Spannungen von einigen hundert Volt erforderlich. Auf der unteren dielektrischen Schicht (Glasplatte, also eine Isolationsschicht) sitzt ein Reihen-/Adress-Elektrodenstreifen, der zusammen mit den oberen Zeilenelektroden die Ansteuerung jeder Kammer ermöglicht (jede Kammer sitzt am Kreuzungspunkt einer Adress- und einer oberen Elektrode). In der Kammer selbst befinden sich der Leuchtstoff (aufgetragen auf die dielektrische Schicht und die Barrieren) und das Gasgemisch bzw. das Plasma. Eine Schutzschicht hat die Aufgabe, die obere dielektrische Schicht und die dort befindlichen transparenten Elektroden zu schützen. Die beiden Elektroden können aufgrund der sie schützenden dielektrischen Schichten nur mit einem an ihnen anliegenden Impuls eine Gasentladung in der Kammer erzeugen – die Impulsparameter bestimmen die Helligkeit der jeweils abgestrahlten Farbe.
Plasmabildschirme werden mittels Sandwichbauweise gefertigt.
Die Adress-Elektroden sind vertikal und die Line-Elektroden horizontal angeordnet. Durch das so entstehende Gitter (auch Matrix genannt) kann man die einzelnen Kammern mit dem Multiplexverfahren steuern. Während man bei nur einer Elektrodenschicht jeweils nur eine Reihe ansteuern könnte, ist es mit einem Gitter (jeder Kreuzungspunkt entspricht einer Kammer) möglich, jede Kammer separat zu steuern.
Der blaue Leuchtstoff hat unter VUV-Bestrahlung eine geringere Stabilität.

## Geschichte

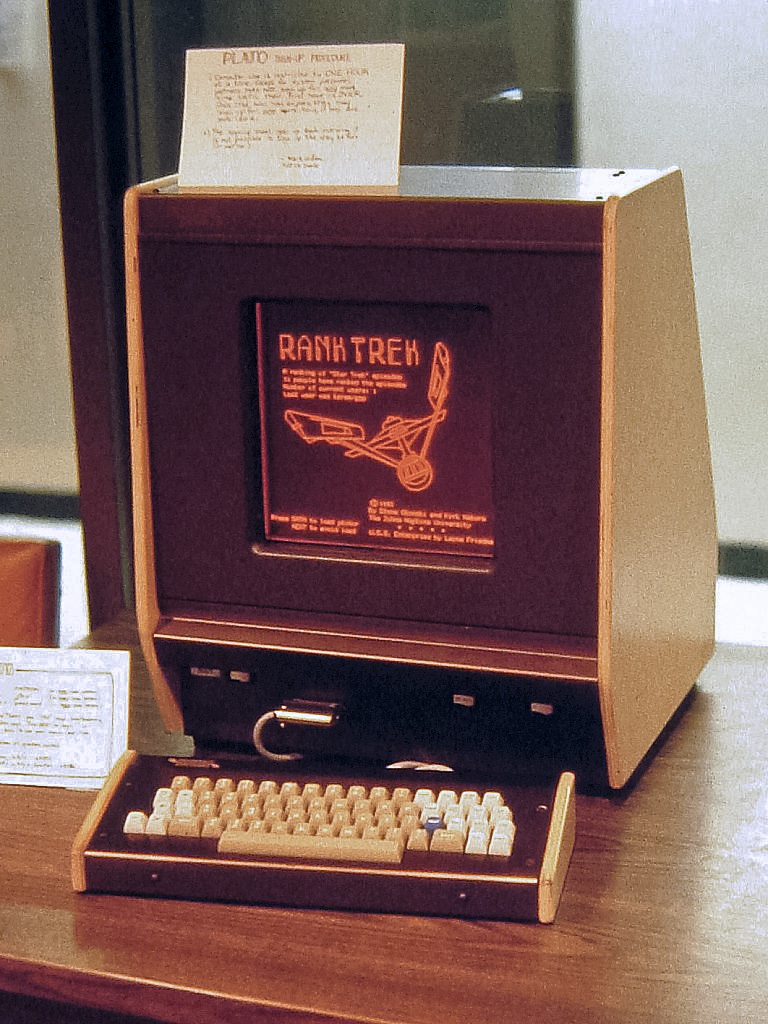
Plasmabildschirm des PLATO V (1981)

Der erste funktionsfähige Plasmabildschirm wurde im Jahre 1964 von Donald L. Bitzer und H. Gene Slottow für das Großrechnersystem Plato IV der University of Illinois entwickelt. Plasmaschirme hatten gegenüber Röhrenbildschirmen den Vorteil, dass sie direkt digital angesteuert werden konnten; zudem waren sie recht langlebig und platzsparend. Für einige Jahre wurden Plasmadisplays daher im Großrechner-Sektor häufig eingesetzt. Monochrome Plasmabildschirme bzw. Displays wie der abgebildete Plasmamonitor des PLATO V verwenden im Gegensatz zu farbfähigen Plasmabildschirmen keine verschiedenfarbigen Leuchtstoffe. Es wird pro Pixel nur eine Kammer verwendet, welche mit dem Edelgas Neon gefüllt ist. Dadurch ergibt sich der orange-rote Farbton. Die Funktionsweise beruht auf der Glimmentladung und ist identisch wie bei einer Glimmlampe.
Der technische Fortschritt und verringerte Herstellungskosten verhalfen in den 1970er Jahren jedoch dem Röhrenmonitor als Computer-Anzeigeeinheit zum Durchbruch. Plasmabildschirme wurden seitdem nur noch für wenige Spezialzwecke eingesetzt.

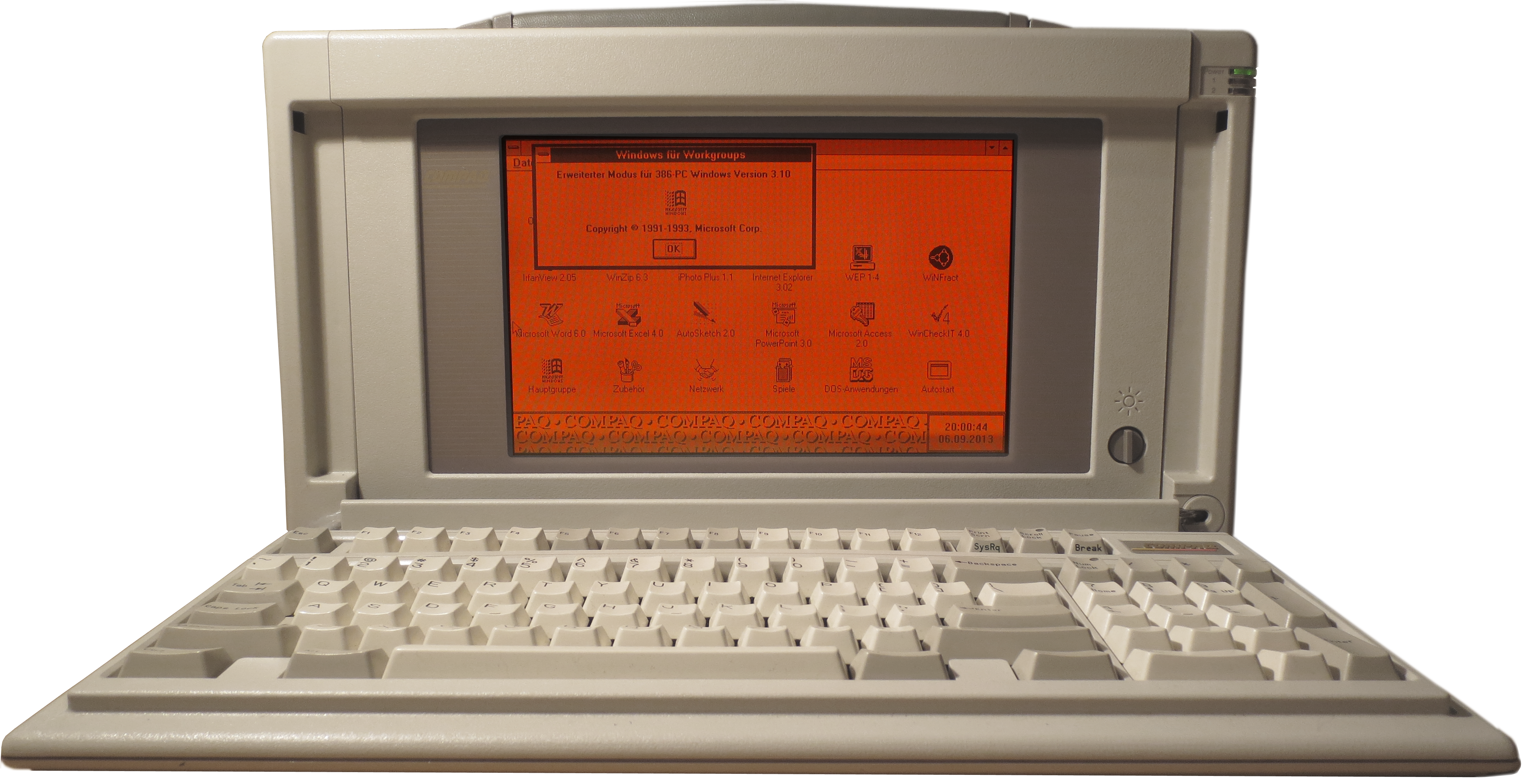
Der Compaq Portable 386 ist einer der bekannteren Vertreter mit Plasmabildschirm. (1987)

Als zu Beginn der 1980er Jahre die ersten tragbaren Computer bzw. Laptops entwickelt wurden, griffen einige frühe Hersteller, darunter GRiD, Toshiba und Chicony Electronics, zur Ausstattung ihrer tragbaren Rechner auf die Plasmaschirm-Technik zurück, da sie sehr flache und kompakte Gehäuseformen bei angemessen großer Bilddiagonale ermöglichte und unter ergonomischen Gesichtspunkten (Blickwinkel, Kontrast) den ersten Flüssigkristallbildschirmen weit überlegen war. Der hohe Stromverbrauch der Plasmadisplays machte allerdings einen netzunabhängigen Betrieb weitgehend unmöglich; zudem blieb ihr Einsatz aus Kostengründen auf teure Geräte beschränkt. Da hochauflösende Farb-Plasmaschirme technisch nicht zu realisieren waren und bei der Entwicklung besserer LCDs große Fortschritte gelangen, verschwanden die Plasma-Laptops um 1990 vom Markt.
Etwa zur gleichen Zeit begannen mehrere Unterhaltungselektronik-Konzerne mit der Entwicklung von Farb-Plasmabildschirmen für Fernsehgeräte. Das erste Farb-Plasmadisplay mit einer Bilddiagonale von 21 Zoll wurde 1992 von Fujitsu vorgestellt; bis zur Entwicklung marktreifer Displays vergingen danach einige Jahre.

### 1997: Anfang der Massenproduktion
Das erste Fernsehgerät mit Plasmabildschirm brachten 1997 Philips und Pioneer auf den Markt. Zum kommerziellen Durchbruch für die Technik trugen die Olympischen Winterspiele von 1998 bei: Ein japanischer Fernsehsender benötigte damals große Flachbildschirme für das hauseigene HDTV-Angebot.
Im Jahre 1998 begann Samsung die Produktion und den Verkauf von Plasmafernsehern, im Jahr 2000 folgte Panasonic und war bis 2012 der Marktführer für Plasmafernseher.

### 2014: Ende der Massenproduktion
Anfang 2008 gab der TV-Hersteller Pioneer bekannt, künftig auch LCD-TVs anzubieten und seine Plasma-Panels nicht mehr selbst herzustellen und diese zukünftig von Panasonic (Matsushita) zu beziehen. Pioneer war bis 2009 der Hersteller, der Plasmafernseher mit der höchsten Qualität und im höchsten Preissegment anbot. Pioneers letzte Generation Plasmafernseher wie der Pioneer Kuro KRP-600A (2008) gelten neben den Plasmafernsehern Panasonic TC-P65ZT60 (2013) und Samsung F8500 (2013) unter den Experten als die besten Plasmafernseher aller Zeiten. Im September 2008 kündigte auch Hitachi an, die Panel-Fertigung einzustellen. Der japanische Elektronikhersteller Pioneer zog sich endgültig 2009 aus der Produktion von Plasma-Fernsehern zurück. Pioneer verkaufte viele seiner Plasmatechnologie-Patente der Marke Kuro an Panasonic. Es gab auch Gerüchte, dass einige Ingenieure von Pioneer zu Panasonic wechselten. Letztlich verblieb Panasonic als letzter japanischer Hersteller von Plasma-TVs und stand weiterhin in Konkurrenz mit den koreanischen Plasmafernseher-Herstellern Samsung und LG.

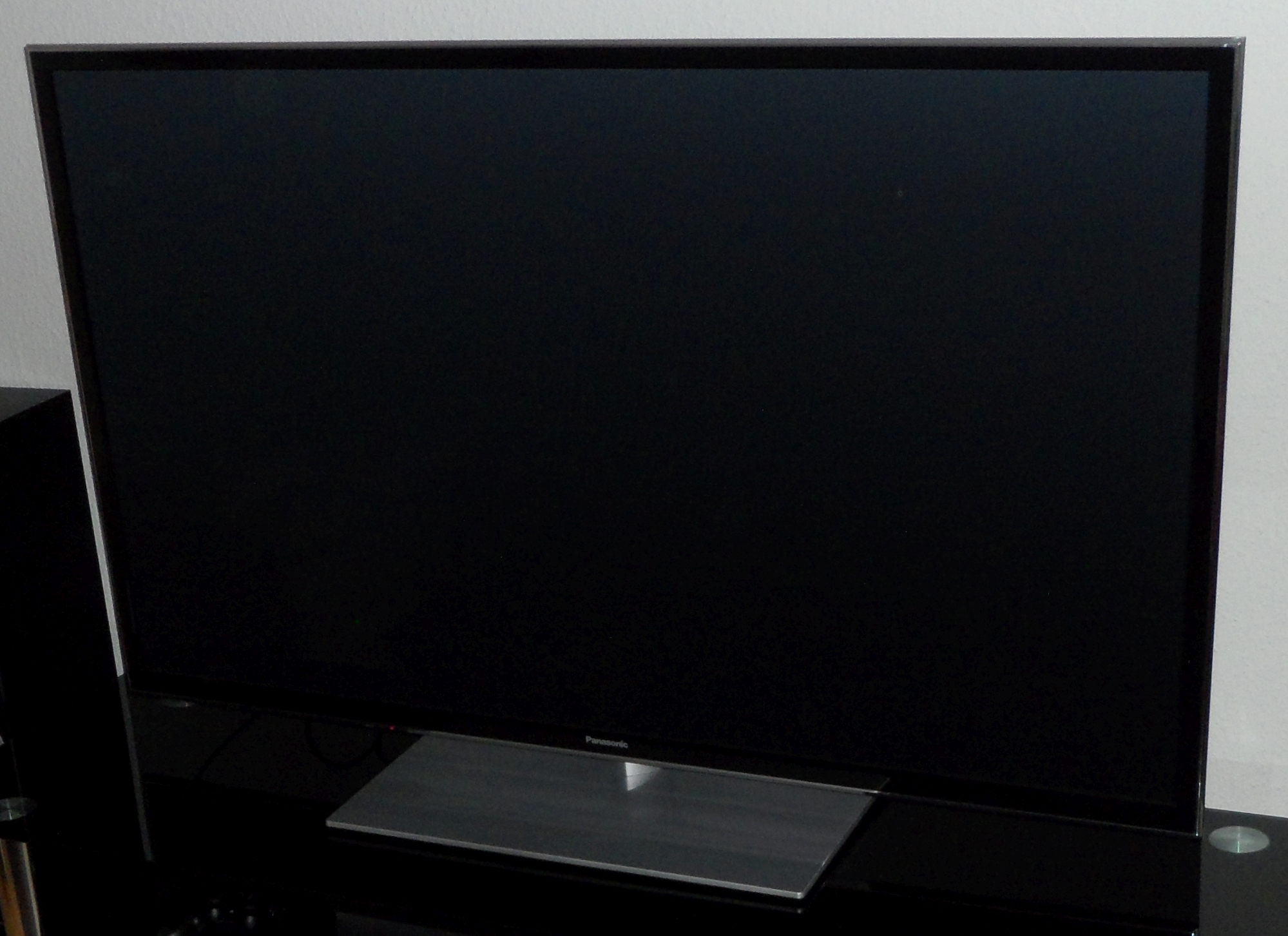
Letzte Generation Plasmafernseher von Panasonic. Mittelklasse ST60er Serie, 55 Zoll, Bildauflösung 1920 × 1080. (2013)

2013 brachte Panasonic seine letzte Generation Plasmafernseher als 60er Serie auf den Markt. Die größten Modelle aller Ausstattungsklassen waren TC-P65ZT60, TC-P65VT60, TX-P50GT60, TC-P65ST60, TC-P65S60 und TX-P50X60. Der teuerste Panasonic-Plasmafernseher, der Panasonic TX-P65ZT60, hatte eine UVP von 4.499 €. Panasonic erklärte mit der ZT60-Serie den Pioneer Kuro KRP-600A als Bildqualität-Referenz abgelöst zu haben. Durch den neuen Panasonic-Reflextionsfilter konnte ein ZT60 bei erhöhtem Umgebungslicht einen tieferen Schwarzwert und einen besseren Kontrast subjektiv abbilden als der Pioneer Kuro KRP-600A. Das ist der Grund, warum Panasonic in seinen Pressemitteilungen beschrieb, dass die Bildqualität des Panasonic ZT60 (aus 2013) dem Pioneer Kuro KRP-600A (aus 2008) im Allgemeinen gegenüber überlegen ist, und das obwohl der Kuro den tieferen Schwarzwert im abgedunkelten Raum hat.
Gegen Ende 2013 stellte dann auch Panasonic die Produktion von Plasmafernsehern ein, und 2014 folgten die koreanischen Hersteller Samsung und LG.

#### Gründe
Alle Hersteller begründeten den Stopp der Produktion mit der viel höheren Nachfrage nach LED-LCD-Fernsehern und den Investitionen in die neue OLED-Technik und neue LED-LCD-Techniken, weshalb sich die Weiterentwicklung und Produktion von Plasmabildschirmen für die Hersteller nicht mehr lohne – obwohl Panasonic, welche auch gleichzeitig LED-LCD-Fernseher herstellten, die Plasma-Technik bis dahin, und innerhalb ihrer Produkte, als die Referenz für Bildqualität angab. Der Marktanteil von Plasmafernsehern war in den letzten Jahren fallend und betrug gegenüber LED-LCD und OLED in den USA im Jahr 2013 nur noch 7,6 %. 
Der Energiebedarf von LED-LCD ist geringer als bei Plasmabildschirmen, was für preisbewusste und umweltbewusste Käufer relevant und durch das in der EU 2011 eingeführten Energielabel deutlich besser erkennbar ist. Ein Verbot von nicht energieeffizienten Fernsehern war geplant, dabei stand die Plasmafernseherindustrie mehr unter Druck als die LED-LCD-Fernseher-Industrie.

## Vor- und Nachteile gegenüber anderen Techniken

### Gegenüber Flüssigkristallbildschirmen mit LED

#### Vorteile
- Prinzipbedingter Vorteil der Plasma-Technik ist der vertikal und horizontal nahezu unbegrenzt große Blickwinkel ohne Farb- und Kontrastbeeinträchtigungen.
- Extrem kurze Reaktionszeit der einzelnen Bildzellen, welche im Nanosekunden-Bereich[20] liegen, Reaktionszeiten von LED-LCD liegen im Millisekunden-Bereich[21], was mindestens um den Faktor 1000 langsamer ist, wodurch die Bewegtbildschärfe bei Plasmafernsehern deutlich besser ist als bei LED-LCD. Deshalb sind Plasmafernseher deutlich besser geeignet für hohe Bildfrequenzen, Videospiele, E-Sports und allgemein Inhalten mit schnellen Objekt- und Kamerabewegungen. Viele Plasmafernseher nutzten bereits seit 2009 eine Bildschirmwiederholrate von 600 Hz. Dieser Vorteil ist vor allem dann sichtbar, wenn vom Fernseher Zwischenbilder berechnet werden, beispielsweise die Zwischenbildberechnung aktiviert wird, da die Übertragung über HDMI in der Regel bis zum Ende der Massenproduktion in 2014 auf maximal 120 Hz begrenzt war.
- Der deutlich höhere Kontrast und die tieferen Schwarzwerte galten lange Zeit als Hauptvorteil von Plasmabildschirmen. Durch die deutlich tieferen und detailreicheren Schwarzwerte der Plasmageräte werden diese in dunklen Räumen subjektiv als kontraststärker und Bilder mit dunklen Inhalten als detailreicher dargestellt empfunden. Dies ist heute allerdings nicht mehr allgemein gültig. Der statische Kontrast bei der letzten Generation Plasmafernsehern schwankte je nach Gerät zwischen 500:1 und 6.000.000:1 wie beim Panasonic Plasma TX-P60ZT60 aus dem Jahre 2013. Der statische Kontrast bei LCD-Fernsehern variiert ebenfalls von Gerät zu Gerät stark und kann heute zwischen 500:1 und 1.000.000:1 liegen wie beim 86-Zoll-8K-QNED-Mini-LED-TV von LG mit 2.500 local dimming zones aus dem Jahre 2021. Der Grund dafür ist die Weiterentwicklung der LC-Schicht und der sehr aufwändige Einsatz von Full Array Mini LED mit Local Dimming, denn mit genügend Dimmzonen der Hintergrundbeleuchtung können bei LCD-Fernsehern ebenfalls sehr hohe und detailreiche Kontraste mit tiefen Schwarzwerten erzielt werden. Weil aber die Anzahl der dimming zones deutlich kleiner als die Anzahl der Pixel ist, können dabei deutlich erkennbare und störende Blooming-Nebeneffekte entstehen und die Fernseher sind durch den komplizierteren Aufbau teuerer. Auch kann durch die seit 2020 eingeführte Dual-Layer-Technik in Kombination mit Mini LED bei LED-LCD-Geräten gleichwertige oder sogar überlegenere Schwarzwerte und Kontraste erzeugen.
- Die deutlich bessere Farbdarstellung galt lange Zeit als Hauptvorteil von Plasmabildschirmen. Dies ist heute allerdings nicht mehr allgemein gültig. Die Farbdarstellung der LCD-Bildschirme konnte sich in den letzten Jahren anhand von IPS-Panel und Quantum Dots (QLED) deutlich verbessern. Durch Quantum Dots können LED-LCD-Bildschirme heute bereits und zukünftig den Plasmabildschirmen in der Farbdarstellung überlegen sein. Dies jedoch bleibt nur dann gültig, sofern zukünftig keine Plasmabildschirme mit Quantenpunkten in Massenproduktion produziert werden.

#### Nachteile
- Durch die deutlich höhere Leuchtkraft der LED-Hintergrundbeleuchtung können LCD-Geräte vor allem bei Tage subjektiv als kontraststärker empfunden werden.
- Häufig wurde angegeben, dass Plasmadisplays nach durchschnittlich 30.000 Betriebsstunden etwa die Hälfte ihrer Leuchtkraft verlieren; gegen Ende der Entwicklung wurde von einzelnen Herstellern ein Wert von 60.000 Stunden genannt. Dieser Alterungseffekt ließ einige Käufer zu LCD-Bildschirmen tendieren, die jedoch von vorneherein nur etwa die halbe Leuchtkraft aufwiesen.[22]
- Der Stromverbrauch eines Plasmabildschirms hängt – anders als bei LCD-Fernsehern – stark vom dargestellten Bild ab und verhält sich dynamisch: Ein dunkles Motiv verbraucht wesentlich weniger Strom als ein helles. Tendenziell hatten 2014 LED-LCD-Geräte die deutlich niedrigeren Energieverbräuche und bessere Energielabels.

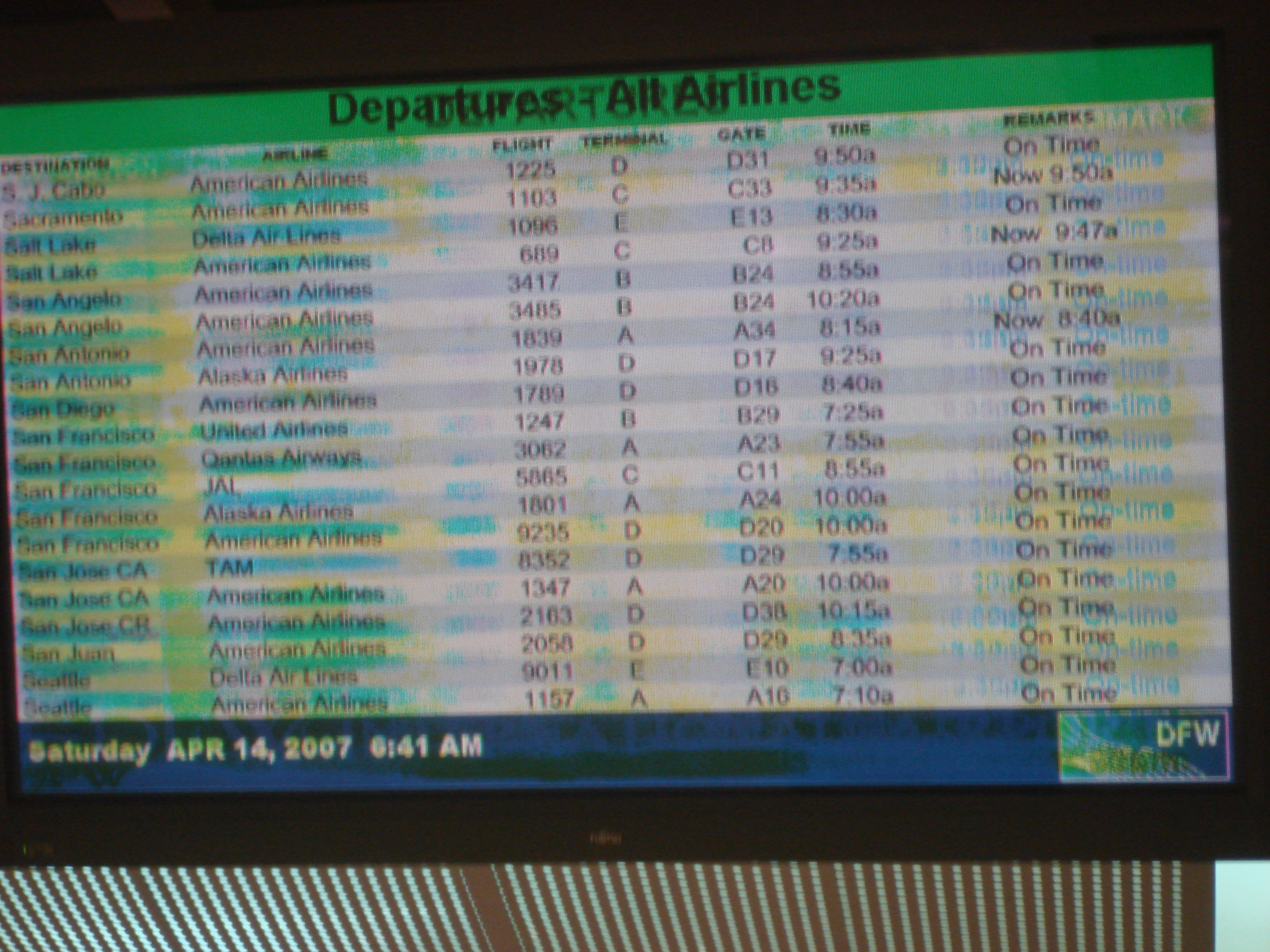
Eingebrannte oder nachleuchtende Bildinhalte am DFW-Flughafen

- Nachteile gegenüber LCD-Geräten sind u. a. die Gefahr einbrennender und das Nachleuchten statischer Bildinhalte. Dieses Problem mit dem Einbrennen haben auch OLED-Geräte. Gerade bei den ersten Generationen der Plasmafernseher stellte das ein großes Problem dar. Ab den 2010er gaben die meisten Hersteller jedoch an, dass das Einbrennen und Nachleuchten nicht mehr oder in nur noch sehr seltenen Fällen entsteht. Nachleuchten ist, wenn betroffene Pixel heller leuchten als sie sollten, Einbrennen, wenn diese dunkler leuchten als sie sollten. Im ersten Fall sind die betroffenen Pixel temporär empfindlicher geworden, und leuchten deshalb heller als sie sollten, und im zweiten Fall haben sich die betroffenen Pixel schneller abgenutzt. Mit der weiteren Nutzung des Geräts werden Nachleucht- und Einbrenneffekte wieder verschwinden, sofern nicht ständig die gleichen statischen Inhalte angezeigt werden, wobei Nachleuchteffekte nur zeitlich kurze Effekte sind, Einbrenneffekte aber durchaus mehrere hunderte bis tausende Stunden sichtbar sein können.
- Plasmabildschirme sind durch das Plasmarauschen minimal unschärfer als LED-LCD-Geräte. Der Grund für das Plasmarauschen ist eine teilweise unkontrollierte Gasentladung und Zündung der Pixel.
- Es können in sehr seltenen Fällen Phänomene wie das line bleeding auftreten. Dies ist jedoch auch bei LCDs in selteneren Fällen zu beobachten.
- LCD-Geräte können ohne Glas gefertigt werden.
- Nach Berichten von Funkamateuren senden Plasmabildschirme breitbandige elektromagnetische Strahlungen aus, die im näheren Umkreis den Empfang im Mittel- und Kurzwellenbereich stören.[23][24] Sie selbst sind – anders als Röhrengeräte – unempfindlich gegenüber Magnetfeldern. Deshalb kann man auch Lautsprechersysteme mit nicht abgeschirmten Magneten unmittelbar neben dem Bildschirm platzieren, ohne Bildstörungen zu verursachen.
- Die deutlich bessere Farbdarstellung galt lange Zeit als Hauptvorteil von Plasmabildschirmen. Dies ist heute allerdings nicht mehr allgemein gültig. Die Farbdarstellung der LCD-Bildschirme konnte sich in den letzten Jahren anhand von IPS-Panel und Quantum Dots deutlich verbessern. Durch Quantum Dots können LED-LCD-Bildschirme heute und zukünftig den Plasmabildschirmen in der Farbdarstellung überlegen sein. Dies ist jedoch nur dann gültig, sofern zukünftig keine Plasmabildschirme mit Quantenpunkten in Massenproduktion realisiert werden.

### Gegenüber OLED

#### Vorteile
- In den Jahren vor 2022 hatten fast alle OLED-Bildschirme einen Aufbau mit Farbfiltern (W-OLED). Dadurch kann der Blickwinkel und die Farbdarstellung schlechter sein als bei früheren Plasmabildschirmen. Seit 2022 sind QD-OLED-Bildschirme ohne Farbfilter auf dem Markt verfügbar, eine neue Technik, welche eine gegenüber der Plasma-Technik überlegenere Farbdarstellung hat.

- Extrem kurze Reaktionszeit der einzelnen Bildzellen, welche im Nanosekunden-Bereich liegen[20], Reaktionszeiten von OLED liegen im Millisekunden-Bereich[25], was mindestens um den Faktor 1000 langsamer ist, wodurch die Bewegtbildschärfe bei Plasmafernseher deutlich besser ist als bei OLED. Deshalb sind Plasmafernseher deutlich besser geeignet für hohe Bildfrequenzen, Videospiele, E-Sports und Allgemein Inhalten mit schnellen Objekt- und Kamerabewegungen. Viele Plasmafernseher nutzten bereits seit 2009 eine Bildschirmwiederholrate von 600 Hz. Dieser Vorteil ist vor allem dann sichtbar, wenn vom Fernseher Zwischenbilder berechnet werden, beispielsweise die Zwischenbildberechnung aktiviert wird, da die Übertragung über HDMI in der Regel bis zum Ende der Massenproduktion in 2014 auf maximal 120 Hz begrenzt war.

#### Nachteile
- OLED-Bildschirme werden zurzeit (2022) in Massenproduktion hergestellt. Plasmabildschirme hingehen werden seit 2015 nicht mehr in Serie hergestellt.

- OLED-Bildschirme sind leichter und dünner im Vergleich zu Plasma-Displays.
- Niedrigere Helligkeiten.
- OLED haben bessere Schwarzwerte, da beim Plasma die Pixel auch im ausgeschalteten Zustand, d. h. bei der Schwarzwiedergabe, während des Betriebs gezündet werden müssen, so dass diese ein sehr leichtes Restlicht emittieren. OLED-Pixel dagegen können auch während des Betriebs komplett ausgeschaltet werden und können somit nahezu unendlich tiefe Schwarzwerte darstellen.
- Plasma-Bildschirme haben eine höhere Verlustleistung und dadurch einen höheren Stromverbrauch. Dieser Unterschied besteht ebenfalls zwischen hausgebräuchlichen Leuchtstofflampen und LED-Lampen.
- OLED-Geräte können ohne Glas gefertigt werden.
- Es können in sehr seltenen Fällen Phänomene wie das line bleeding auftreten. Dies ist jedoch auch bei OLED in selteneren Fällen zu beobachten.
- Plasmabildschirme sind durch das Plasmarauschen minimal unschärfer als OLED-Geräte. Der Grund für das Plasmarauschen ist eine teilweise unkontrollierte Gasentladung und Zündung der Pixel.
- In den Jahren vor 2022 hatten fast alle OLED-Bildschirme einen Aufbau mit Farbfiltern (W-OLED). Dadurch kann der Blickwinkel und die Farbdarstellung schlechter sein als bei früheren Plasmabildschirmen. Seit 2022 sind QD-OLED-Bildschirme auf dem Markt verfügbar, eine neue Technik, welche eine gegenüber der Plasma-Technik überlegenere Farbdarstellung hat. Dieser Nachteil bleibt nur dann gültig, sofern zukünftig keine Plasmabildschirme mit Quantenpunkten in Massenproduktion realisiert werden.

### Nachteile gegenüber beiden Techniken
- Bedingt durch das Zünden und der Gasentladung, u. a. realisiert mit einer elektrischen Drosselspule, entstehen bei Plasmafernsehern leichte, als „Surren, Sirren, Pfeifen“ beschriebene Geräusche, welche auch je nach Bildinhalt variieren können. Ähnliche Geräusche kommen bei Netzteilen, Leuchtstoffdeckenleuchten oder Grafikkarten vor. Außerdem erzeugen auch die Bildpunkte ein leichtes Geräusch in Form eines leichten Knisterns.
- Zum letzten Entwicklungsstand konnten kleine hochauflösende Plasmabildschirme nicht hergestellt werden, da die Pixel der Plasmazellen für eine Gasentladung eine Mindestgröße benötigen. Auch Standardgrößen mit einer UHD-Pixelauflösung konnten bis zum Ende der Massenproduktion in 2014 nicht realisiert werden. Dies war jedoch mit LED-LCD und OLED bereits möglich.

## Marktsituation 1997–2014
Bis Anfang der 2000er Jahre waren Plasmabildschirme die beliebteste Wahl für HDTV-Flachbildschirme, da sie viele Vorteile gegenüber damaligen LCDs hatten. Neben dem tieferen Schwarzwert hatten sie einen höheren Kontrast, eine schnellere Reaktionszeit, ein größeres Farbspektrum und einen breiteren Betrachtungswinkel. Außerdem wurden sie mit größeren Bildschirmdiagonalen als die verfügbaren LCDs angeboten. 2006 wurden in den USA mehr LCD- als Plasma-Flachbildfernseher verkauft. 2007 waren von den 4,4 Millionen verkauften Flachbildschirmen 3,9 Millionen LCDs. Im Jahr 2012 lag der Marktanteil von Plasmabildschirmen nur noch bei 5,7 %. Das entspricht einem Rückgang von 23 % seit 2011. Der geringe Marktanteil war auch dadurch bedingt, dass Plasmabildschirme erst ab einer Größe von 42 Zoll (etwa 106 cm) angeboten wurden.
War Panasonic im Jahr 2009 noch weltweit größter Hersteller von Plasmadisplays (39 % Marktanteil; es folgten Samsung mit 31 % und LG mit 22 %), betrug der Marktanteil im Jahr 2012 nur noch 16,5 % und somit weit abgeschlagen hinter dem Hauptkonkurrenten Samsung (51,9 %).

## Alternativen zu Plasmabildschirmen
Mögliche Alternativen zum Plasmabildschirm hängen stark vom Verwendungszweck ab.
Als „normaler“ Fernseher sind LCD-Fernseher mit CCFL- oder LED-Hintergrundbeleuchtung eine häufig gewählte Alternative. Herkömmliche CRT-Bildschirme (engl.: Cathode Ray Tube) können nicht in derart großen Formaten hergestellt werden, da die zum Erreichen der mechanischen Stabilität erforderliche Bildschirmmasse (Glasdicke) stark zunimmt. Bei gegebener Bautiefe sind auch Konvergenzfehler (Farbverschiebungen) und Linearitätsfehler (Verzerrungen) zunehmend schwerer zu beherrschen.
Bei Großbildschirmen ist eine Alternative die Projektion (Beamer) auf eine weiße Wand oder eine spezielle Leinwand. Die so erzeugten Bilder haben einen geringeren Kontrast als die Bilder eines LCD- oder erst recht als die eines Plasmafernsehers.
Plasma Addressed Liquid Crystal (Abkürzung: PALC) ist eine Technik für Flachbildschirme, die Elemente der Plasmabildschirme und der LCDs (Liquid Crystal Displays) enthält bzw. in sich vereint. Sie verwendet Plasmaschalter (statt wie beim TFT-Bildschirm Transistoren) zur Ansteuerung eines LCD-Bildschirms.
2011 wurde die Bildschirmtechnik OLED durch einige Smartphones bekannt und gelten seither im Fernseherbereich als die Referenz für Bildqualität.
Etwa seit 2019–2021 wurde von den Herstellern neue Typen von LED-Fernsehern vorgestellt, die Dual-Cell, Mini-LED und Micro-LED Technologie, welche ebenfalls als Alternative zu Plasmafernseher und als Alternative zu OLED gelten.

### Videos
- OLED vs Plasma TV Comparison (Incl. Motion, Brightness, HDR vs SDR), HDTVTest (englisch), 2020 auf YouTube
- How do plasma TVs work? James May Q&A Head Squeeze. BBC Earth Lab (englisch), 2013 auf YouTube